# Richard Roland Holst
Richard Nicolaüs Roland Holst (Amsterdam, 4 dicembre 1868 – Bloemendaal, 31 dicembre 1938) è stato un pittore olandese.
Fu allievo indiretto del grande illustratore inglese Walter Crane e di Constantin Meunier. La sua opera più conosciuta sono gli affreschi del Commercio e dell' Industria nell' ex borsa di Amsterdam, il Beurs van Berlage.

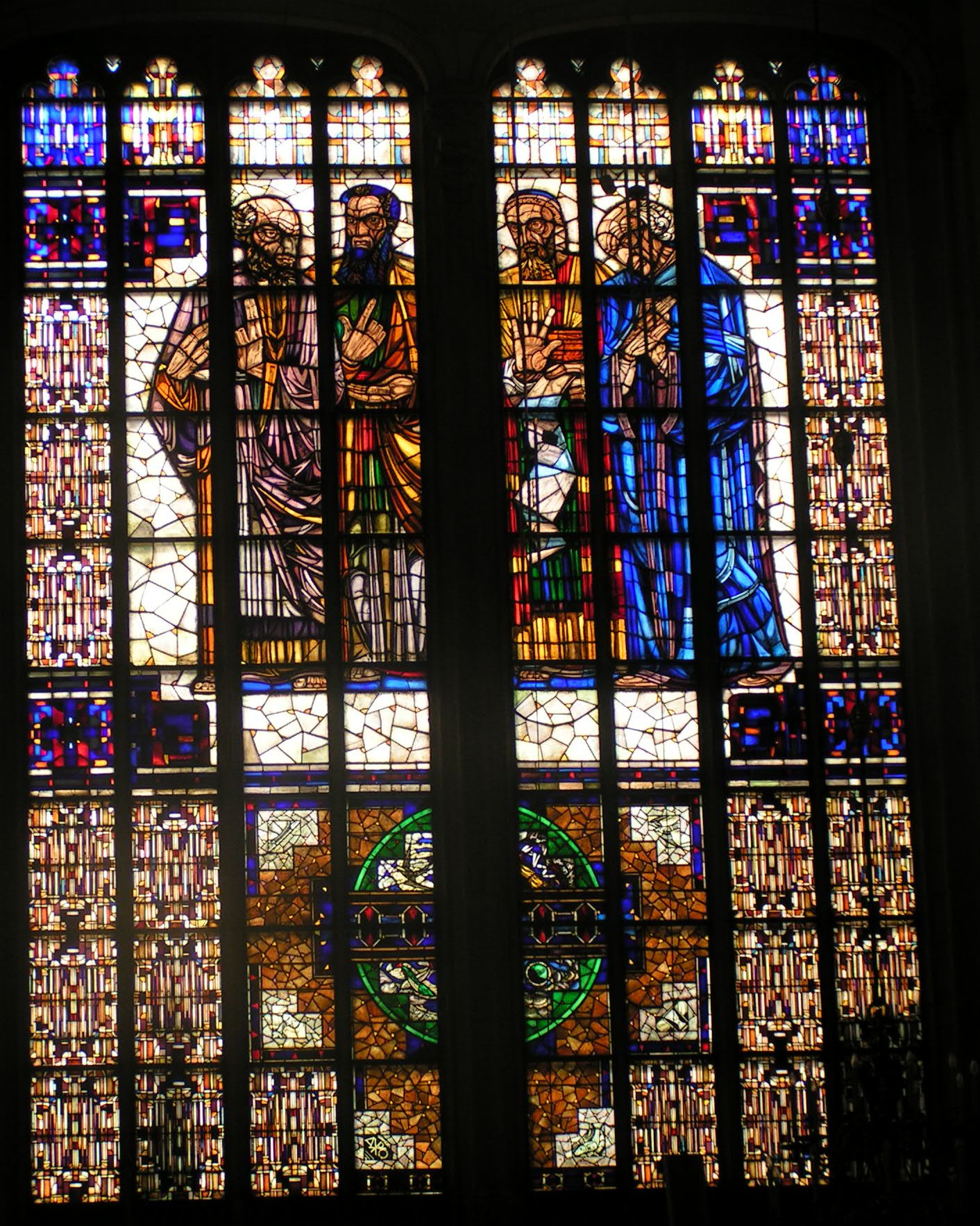
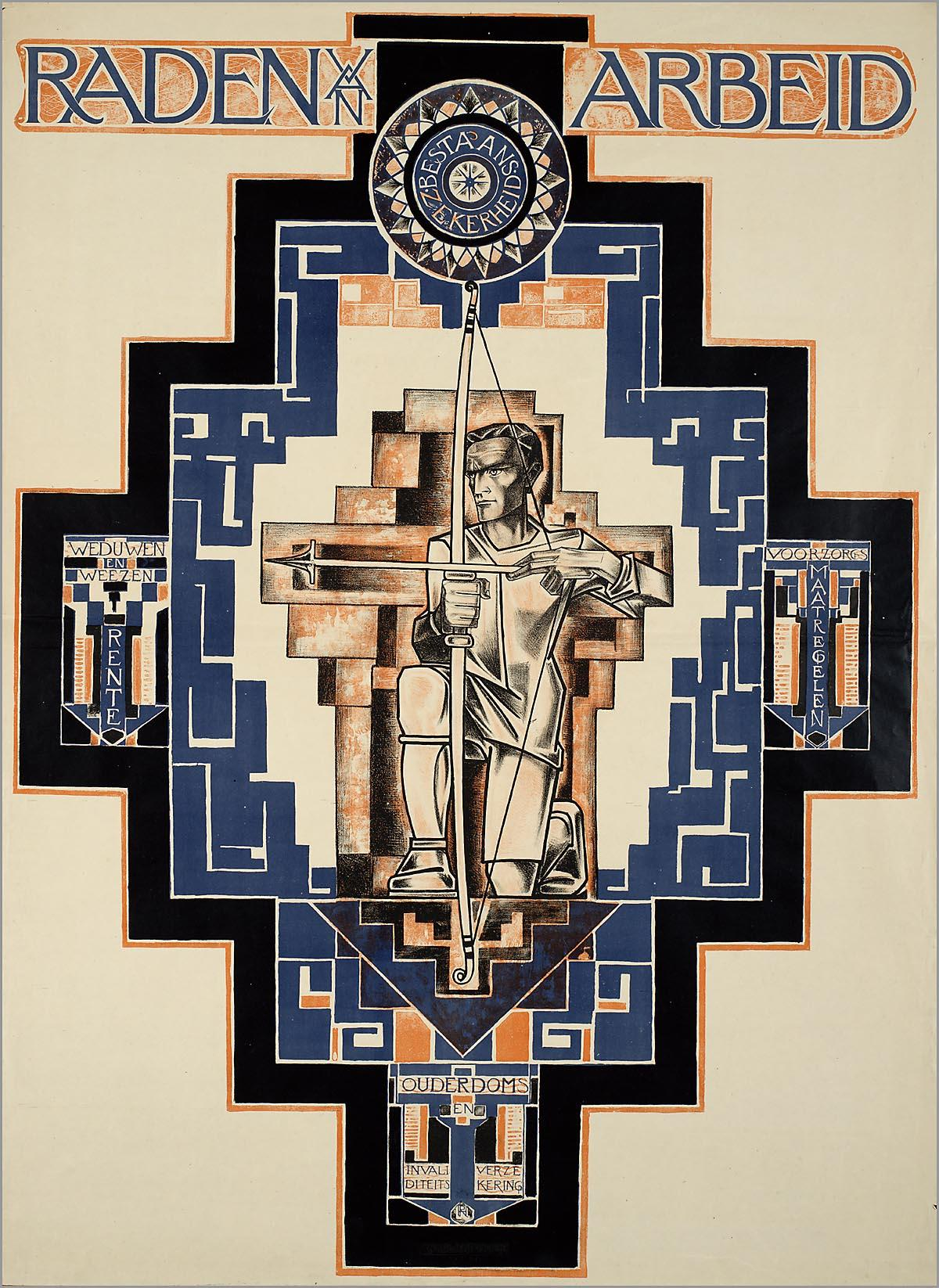
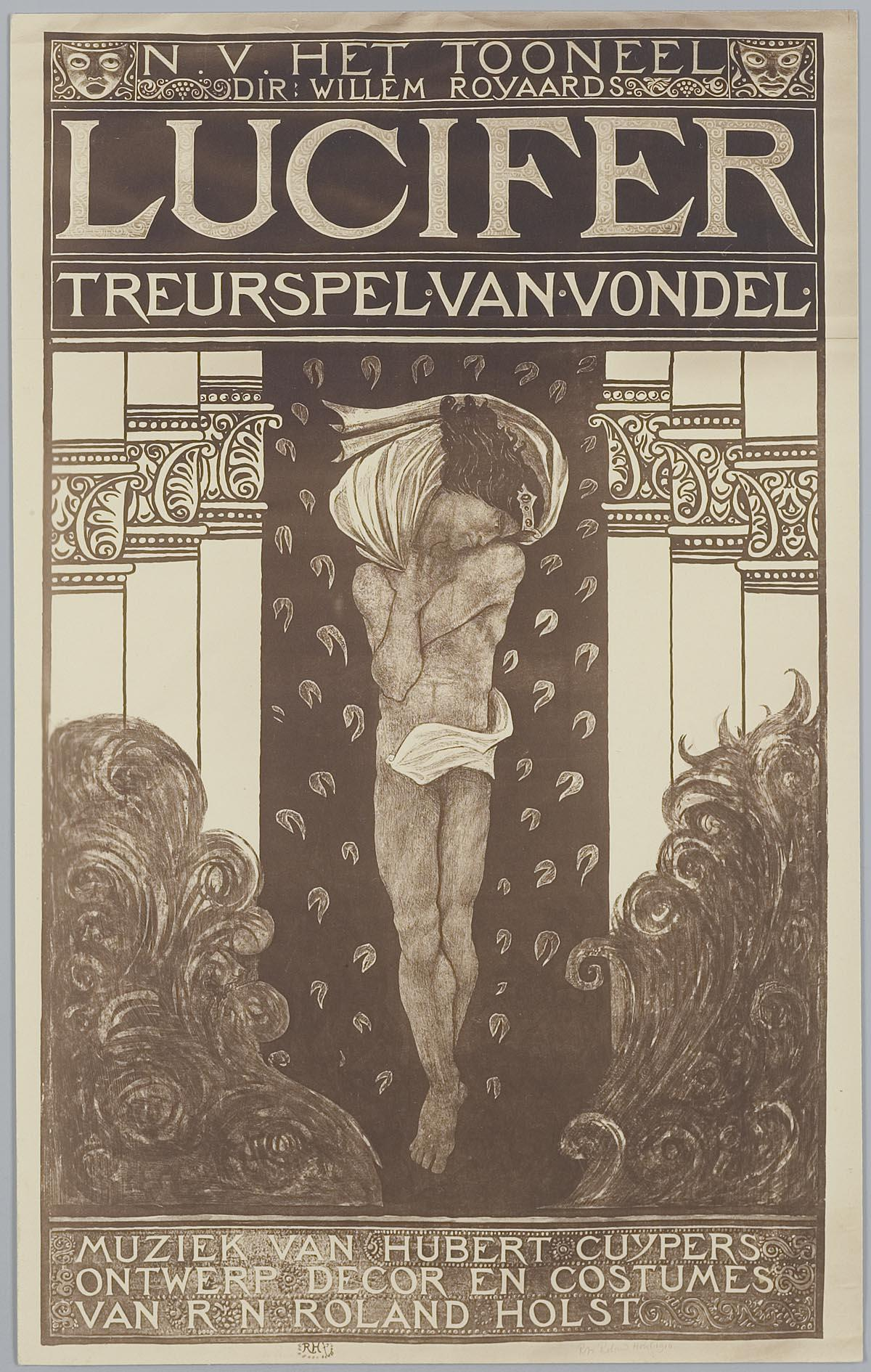
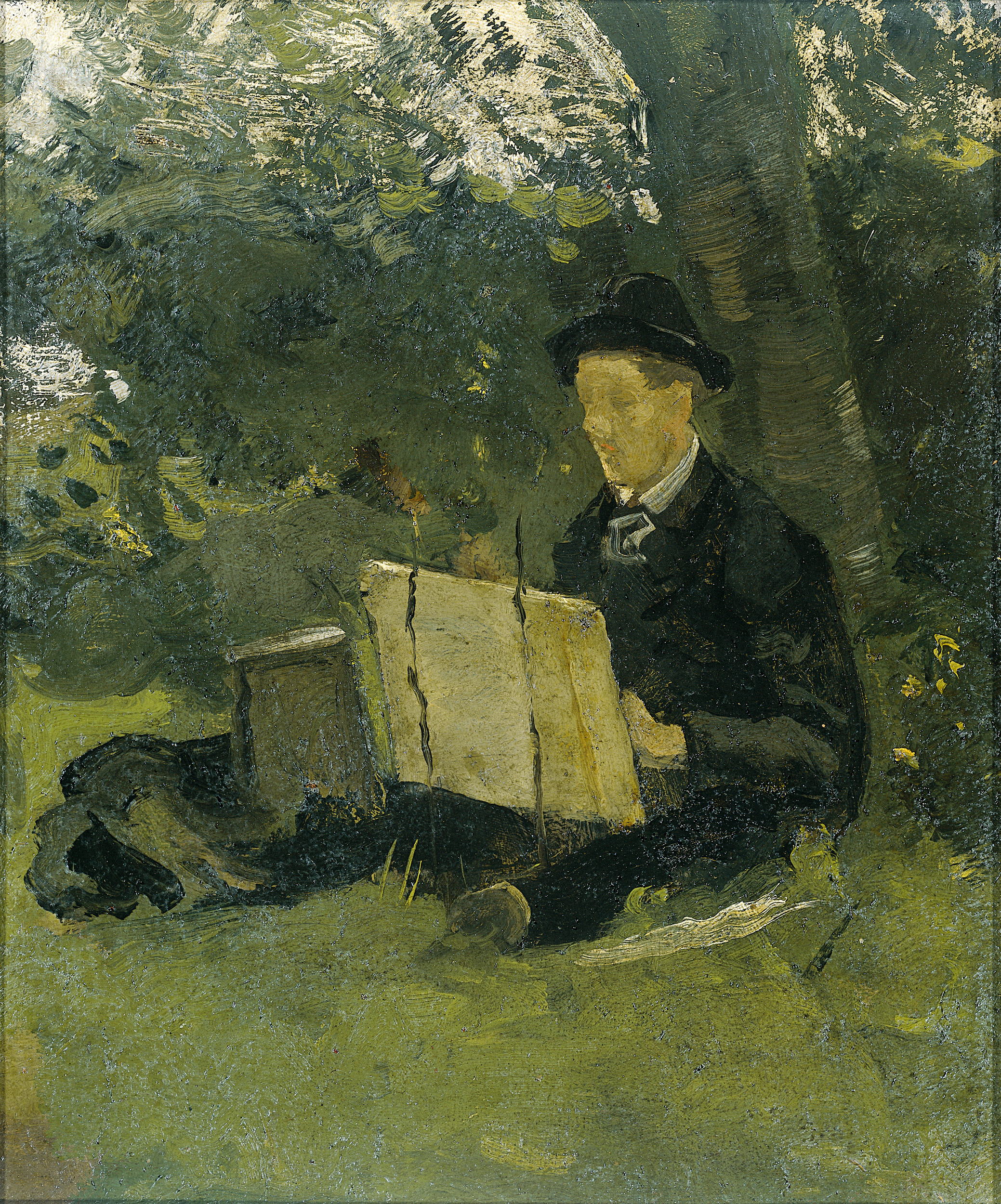
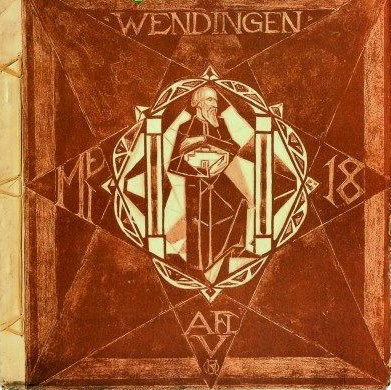